# Diarrheneae
Tribu
Les Diarrheneae sont une tribu de plantes monocotylédones de la famille des Poaceae, sous-famille des Pooideae.
Cette tribu regroupe 5 espèces rattachées à 2 genres : Diarrhena et Neomolinia.